# 山口県道176号周防花岡停車場線
山口県道176号周防花岡停車場線（やまぐちけんどう176ごう すおうはなおかていしゃじょうせん）は、山口県下松市を通る一般県道である。

## 概要
JR西日本岩徳線 周防花岡駅から山口県道41号下松鹿野線交点に至る。

### 路線データ
- 起点：下松市大字末武上（JR西日本岩徳線 周防花岡駅前）
- 終点：下松市大字末武上（山口県道41号下松鹿野線交点）

## 路線状況
2006年（平成18年）8月28日にバイパスが開通したため、起点から終点まで2車線が確保されている。バイパス開通前には起点寄りの半分ほどは車1台がやっと走れるほどの道幅であった。

## 地理

### 通過する自治体
- 山口県
  - 下松市

### 交差する道路
| 交差する道路           | 交差する場所 | 交差する場所 |
| ---------------------- | ------------ | ------------ |
| 山口県道41号下松鹿野線 | 大字末武上   | 終点         |

### 沿線
- JR西日本岩徳線 周防花岡駅